# Phnom Bakheng
Phnom Bakeng est le premier temple bâti sur le site d'Angkor proprement dit, édifié vers 900. 
Ce nom signifie sans doute "colline (phnom) de Shiva", car Ba est un raccourci habituel de Preah ("sacré") et Khaeng signifie "viril", un attribut adapté à Shiva représenté par son lingam. Son nom ancien était Phnom Kandal ("colline du centre").
Yaśovarman Ier abandonna Rolûos pour installer sa nouvelle capitale (Yaśodharapura) près de la colline (phnom) sur laquelle fut élevé le Phnom Bakheng pour honorer simultanément Śiva et le roi-dieu. Phnom Bakheng est le prototype des temples-montagnes khmers et a la forme d'une pyramide à cinq étages ponctuée de 109 tours dont 5 de taille imposante qui représentent le mont Meru, lieu de séjour d'Indra, le roi des dieux, et les quatre sommets environnants. Le temple était alors le centre d'une ville délimitée par un talus en terre de forme carrée et de 4 km de côté.

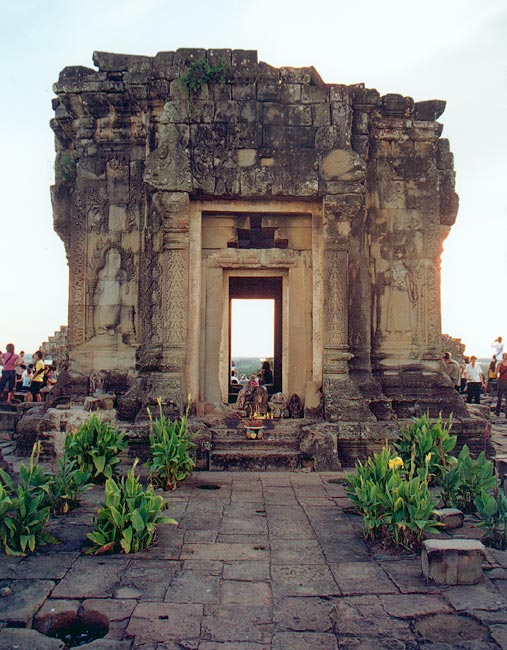
Temple central du Phnom Bakheng.
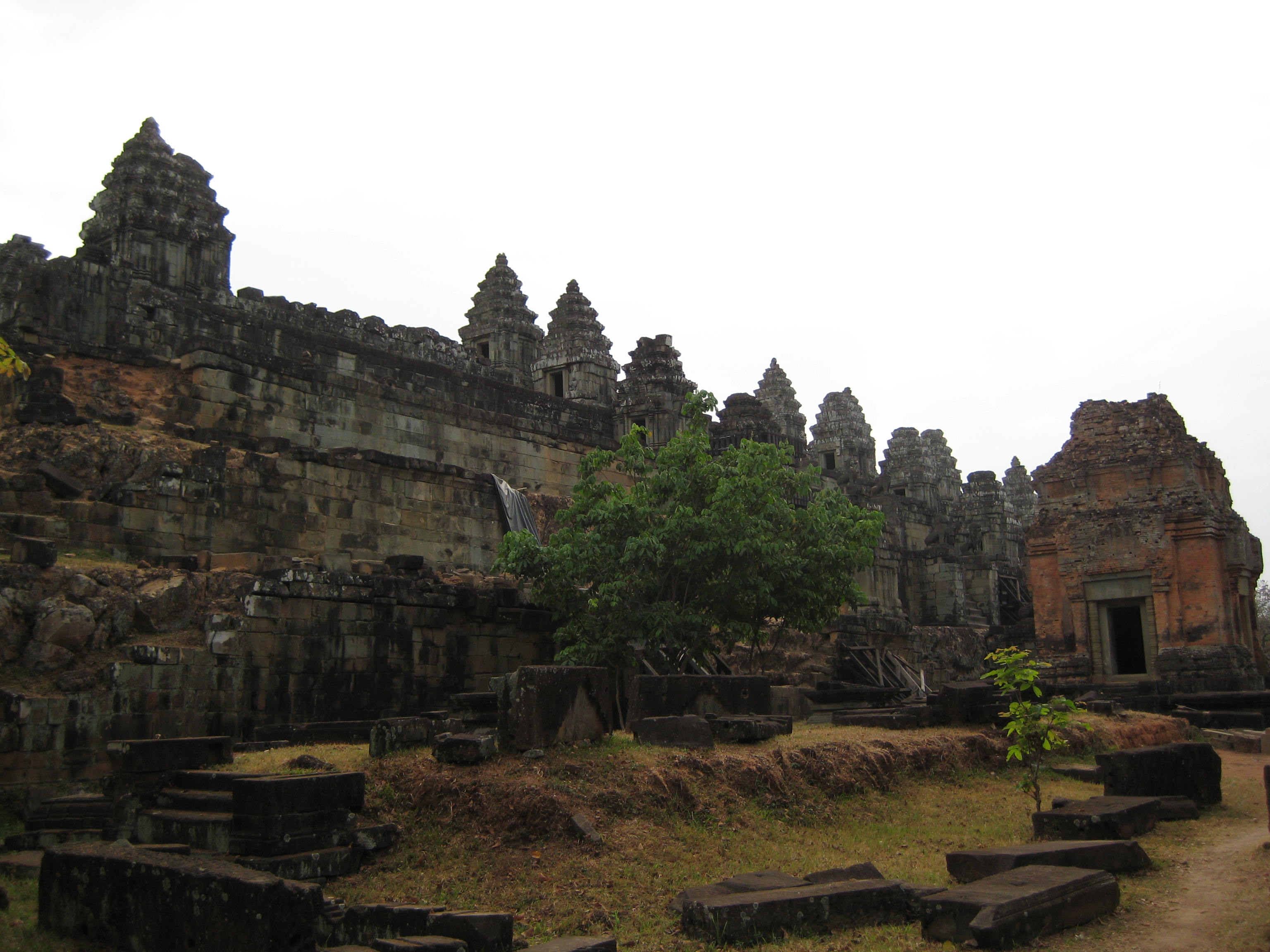
Le Phnom Bakheng.
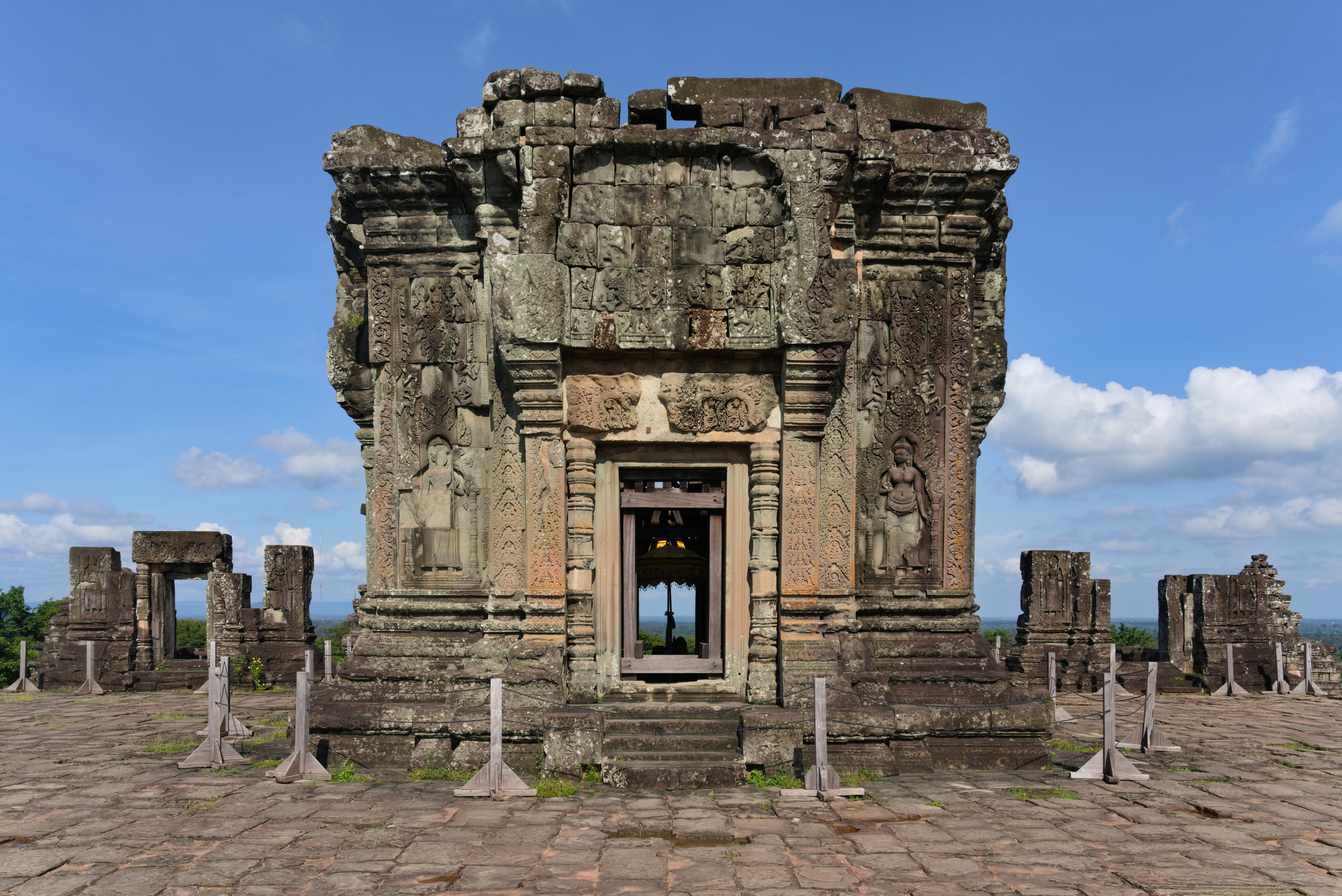
Temple du Phnom Bakheng.

La construction du temple commença probablement à la fin du IXe siècle (après l'avènement de Yaśovarman Ier en 889). La colline fut arasée et une douve extérieure au pied de la colline fut creusée. Quatre gopuras permettaient de pénétrer sur le site et quatre escaliers monumentaux en partaient pour gravir la colline. Les escaliers étaient disposés à la façon habituelle des temples hindous, suivant l'orientation des points cardinaux. Les divinités du temple furent consacrées en 907 et le nom de Yaśodhareśvara (« le Seigneur de Celui qui porte la gloire ») lui fut donné ; le temple perdit son statut de temple d'État en 928 et fut de nouveau réutilisé pour une brève période en 968.
Seuls les rois et les grands prêtres avaient le droit de prier au sommet du Phnom Bakheng.
À proximité de ce temple fut établi le bārāy oriental (Yaśodharatatāka) pour maîtriser l'irrigation nécessaire à l'approvisionnement de la ville.
Seuls les gradins subsistent aujourd'hui, avec quelques restes du sanctuaire qui les couronnait. Le Phnom Bakeng accueille beaucoup de touristes au soleil couchant, car on en a alors une belle vue sur la façade ouest d'Angkor Vat inondée de Soleil.